# Marco Riccioni

a Compétitions nationales et continentales officielles uniquement.

b Matchs officiels uniquement.
Dernière mise à jour le 29 mai 2023.
Marco Riccioni, né le 19 octobre 1997 à Teramo, est un joueur international italien de rugby à XV. Il joue au poste de pilier droit aux Saracens.

## Biographie
Le 24 février 2021, il signe avec le club de Londres des Saracens jusqu'en 2023,. 
Avec cette équipe, Il remporte le Championnat d'Angleterre en 2023 face aux Sale Sharks, où il  est titulaire lors de la finale. Après cette saison, il est nommé dans l'équipe-type de la Premiership. En mai 2023, il est ensuite sélectionné avec l'Italie dans un groupe de 46 joueurs pour préparer la Coupe du monde 2023.
En janvier 2024, blessé, il est forfait pour le Tournoi des Six Nations.

## Palmarès

### En club
- Saracens
  - Finaliste du Championnat d'Angleterre en 2022
  - Vainqueur du Championnat d'Angleterre en 2023

### Distinctions personnelles
- Membre de l'équipe type du Championnat d'Angleterre en 2023.